# Vlaemsch België

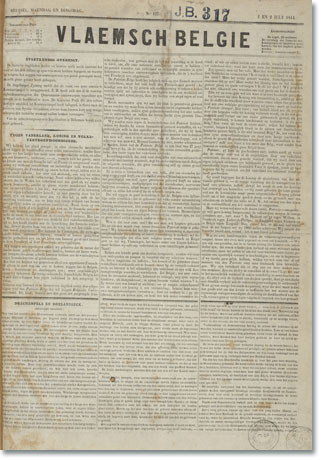
Uitgave Vlaemsch België 1-2 juli 1844.

Vlaemsch België is een Vlaams dagblad, opgericht te Brussel, dat verscheen van 1 januari tot 22 november 1844.

## Geschiedenis
Het eerste Vlaams dagblad werd opgericht door enkele letterkundigen, onder andere J.A. de Laet, die hoofdredacteur werd, bijgestaan door Domien Sleeckx en Jaak van de Velde. Hendrik Conscience, Theodoor van Ryswyck en De Laet doorkruisten het Vlaamse land op zoek naar geldschieters. De krant werd in hoofdzaak gefinancierd door letterkundigen en door de Waalse advocaat en journalist Lucien Jottrand. 
De richting van de krant was unionistisch en wilde zowel de liberalen als de katholieken aanspreken, binnen het jonge koninkrijk. Het doel was in de eerste plaats de belangen van de Vlamingen te behartigen. Zo verzette het blad zich herhaaldelijk tegen de verfransing van onderwijs, rechtspraak en bestuur.
Ten gevolge van toenemende financiële moeilijkheden en van politieke verdeeldheid en na-ijver binnen de redactie, verdween het blad op 22 november 1844.

## De Vlaemsche Belgen
De dag daarop werd Vlaemsch België opgevolgd door een nieuw dagblad, De Vlaemsche Belgen, onder leiding van Domien Sleeckx en J. van de Velde. Het werd financieel gesteund door de geestelijkheid, en had een duidelijke katholieke strekking. Na de wetgevende verkiezingen van 10 juni 1845 verdween echter de financiële steun, en tegelijk ook de krant.